# اکاتاپورام
اکاتاپورام (به انگلیسی: Achutapuram) در هند است که در آندرا پرادش واقع شده‌است.